# Boomerang (film, 1990)
Pour les articles homonymes, voir Boomerang (homonymie).
Pour plus de détails, voir Fiche technique et Distribution.
Boomerang est un court métrage français réalisé en 1989 par Christian Lejalé et sorti en 1990.

## Fiche technique
- Titre : Boomerang
- Réalisation : Christian Lejalé
- Scénario : Christian Lejalé
- Production : Imagine & Co
- Pays d'origine :  France
- Durée : 17 minutes
- Date de sortie : France - 1990

## Sélections
- Festival de cinéma de Douarnenez
- Festival international du court métrage de Clermont-Ferrand
- Festival du film policier de Cognac (Prix du court métrage policier et noir)